# Kanton Châteauroux-Ouest
Der Kanton Châteauroux-Ouest war von 1973 bis 2015 ein französischer Wahlkreis im Arrondissement Châteauroux, im Département Indre und in der Region Centre-Val de Loire; sein Hauptort war Châteauroux, Vertreter im Generalrat des Départements war zuletzt von 1998 bis 2015 Michel Durandeau (PS). 

## Gemeinden
Der Kanton bestand aus drei Gemeinden und einem Teil von Châteauroux. Die nachfolgend aufgeführten Einwohnerzahlen sind die gesamten Einwohnerzahlen. 
| Gemeinde          | Einwohner Jahr | Fläche km² | Bevölkerungsdichte | Code INSEE | Postleitzahl |
| ----------------- | -------------- | ---------- | ------------------ | ---------- | ------------ |
| Châteauroux       | 45.209 (2013)  | –          | – Einw./km²        | 36044      | 36000        |
| Niherne           | 1545 (2013)    | 42,87      | 36 Einw./km²       | 36142      | 36250        |
| Saint-Maur        | 3112 (2013)    | 70,31      | 44 Einw./km²       | 36202      | 36250        |
| Villers-les-Ormes | 419 (2013)     | 17,6       | 24 Einw./km²       | 36245      | 36250        |